# Terry Jacks
Terry Jacks (Winnipeg, 29 de março de 1944) é um cantor, produtor musical e  ambientalista canadense.

## Discografia
- Seasons in the Sun (1974)
- Y' Don't Fight The Sea (1975)
- Pulse (1983)
- Just Like That (1987)